# Sinoxylon sexdentatum
Sinoxylon sexdentatum és una espècie de coleòpter de la família dels bostríquids. És un insecte xilofag i polífag, considerat una plaga de la vinya (corc de la vinya), que també ataca oliveres, figueres i roures. Prefereix branques afeblides o mortes, ja que aprofita la feina preparativa de certs fongs, a la propagació dels quals contribueix. També hauria atacat antigament els cables telefònics, quan encara eren encoberts d'una capa de plom.

## Descripció i cicle biològic
L'adult té forma cilíndrica i és dur; mesura uns 4 a 6 mil·límetres sense el rostre; té forma quasi rectangular i és de color marró fosc. Les larves hivernen a la fusta, la pupació es fa a la primavera, i poc després els adults foraden una sortida circular i cerquen hostes nous. Del maig al juny s'aparellen a l'interior de l'hoste i fan la posta. Adults i larves continuen rosegant. Les larves tenen forma de C, són de color blanc brut i mesuren fins a 7 mm. Continuen aprofundint les galeries a les quals l'adult va pondre el ous.
Fan una generació per any.

## Plaga i tractament
La infecció es reconeix pels forats circulars dels quals surt corquim. Ataquen de preferència la fusta jove de menys de tres anys. Mal controlat, pot destruir part o tota la vinya i les altres espècies que invadeix. El millor control es fa en eliminar amb molta cura la fusta de poda així com les branques afeblides, per tal d'evitar la propagació del fong que facilita l'atac del corc.